# 齊藤誠 (経済学者)
齊藤 誠（さいとう まこと、1960年（昭和35年）7月24日 - ）は、日本の経済学者。専門は、マクロ経済学・金融経済学・財政学・金融論。名古屋大学大学院経済学研究科教授、一橋大学名誉教授。Ph.D.（マサチューセッツ工科大学、1992年）。愛知県出身。

## 人物
京都大学時代の指導教官は西村周三。
実証分析の功績をあげた50歳以下の研究者に贈られる、日本経済学会・石川賞を2007年に受賞した。
一橋大学での講義は主に「マクロ経済学」「金融ファイナンス」「金融経済論」などを担当する。講義やゼミナールでの指導は厳しいことでも知られる。

## 略歴
- 1979年3月 奈良県立奈良高等学校卒業
- 1983年3月 京都大学経済学部卒業
- 1983年4月 - 1987年8月 住友信託銀行勤務
- 1987年9月 - 1988年8月 スタンフォード大学経済学部客員研究員
- 1988年9月 マサチューセッツ工科大学経済学部博士課程入学
- 1992年6月 マサチューセッツ工科大学経済学部博士課程修了（Ph.D.取得）[2]
  - 指導教官 John Heaton オリヴィエ・ブランチャード
- 1992年7月 - 1995年6月 ブリティッシュコロンビア大学経済学部助教授
- 1995年7月 - 1998年3月 京都大学経済学部助教授
- 1998年4月 - 2001年3月 大阪大学大学院経済学研究科助教授
2000年10月 - 金融庁金融審議会「金融の基本問題に関するスタディーグループ」座長
- 2001年4月 - 一橋大学大学院経済学研究科教授
2001年4月 - 2002年3月 大阪大学社会経済研究所客員教授
2001年10月 - 2003年9月 日本銀行金融研究所国内客員研究員
2003年5月 ボッコーニ大学（en:Bocconi University）経済学部客員教授
2005年1月 - 2005年7月 ブリティッシュコロンビア大学経済学部客員教授
2005年4月 - 2006年3月 日本ファイナンス学会理事
2005年4月 - 2008年3月 日本経済学会常任理事
2006年10月 - 2008年9月 東京大学公共政策大学院客員教授
2010年10月 - 2012年3月 東京大学公共政策大学院客員教授
- 2019年4月 - 名古屋大学大学院経済学研究科教授[3]、一橋大学経済研究所非常勤研究員[4]
- 2024年4月 - 一橋大学名誉教授[5]

## 受賞
- 2001年 第44回日経・経済図書文化賞 『金融技術の考え方・使い方：リスクと流動性の経済学』
- 2002年 第3回NIRA大来政策研究賞 『社会福祉と家族の経済学』
- 2005年 平成16年度不動産学会学会著作賞（学術部門） 『不動産市場の経済分析：情報・税制・都市計画と地価』
- 2007年 第2回日本経済学会・石川賞（日本経済学会）
- 2008年 第48回エコノミスト賞（毎日新聞社） 『資産価格とマクロ経済』
- 2011年 第17回財団賞（全国銀行学術振興財団）
- 2012年 第33回石橋湛山賞（石橋湛山記念財団） 『原発危機の経済学：社会科学者として考えたこと』
- 2014年 紫綬褒章[6]

## 主張
日本の低生産性企業は低金利で延命させるべきではなく、金利を上げて淘汰すべきであると主張している。
日本経済について「1997-2002年の金融危機と異なり現在（2013年）の日本は劇薬が必要なほどの危機にない」と述べ、2013年現在の物価下落（デフレーション）も緩やかに安定しているとみている。また「日本の生産年齢人口1人当たりの労働生産性は他の先進国よりも高い伸びを示している」とし「すでに非常に豊かな国になってしまった日本は、それに見合った競争力が必要である」と述べている。
日本のデフレーションについて「デフレは続いているが、年率1.1%程度の軽微なものだ」と述べている。また、日本のデフレの原因について「資源価格の上昇と競争力の低下による海外への所得流出にある」とし「金融政策で克服するのは難しい」と述べている。
日本銀行の巨額の日本国債買い入れによる量的金融緩和政策（量的・質的緩和政策）は「市中に資金が回らないため実体経済にはあまり影響がなく、物価が上がるとはなかなか思えない」と指摘している。巨額の債務を抱えた日本経済の実態を反映し、長期金利が反転急上昇するリスクに対して「金利が連続的に上昇するのは問題ないが、（一気に）0.5パーセントなど非連続に上昇すれば本当に大変だ」と警戒した。

## 著作

### 単著
- 新しいマクロ経済学-クラシカルとケインジアンの邂逅（有斐閣 1996年10月 ISBN 4641067902）
- 経済政策とマクロ経済学-改革への新しい提言（日本経済新聞社 1999年10月 ISBN 4532131790）
- 金融行政システムの法的考察 : 日独の比較を中心に、行政法各論の位置から（日本銀行金融研究所 2002年）
- 先を見よ、今を生きよ-市場の政策の経済学（日本評論社 2002年6月 ISBN 4535552940）
- 金融技術の考え方・使い方-リスクと流動性（有斐閣 2000年7月 ISBN 4641160988）
- 成長信仰の桎梏 消費重視のマクロ経済学（勁草書房 2006年12月 ISBN 4326550546）
- 競争の作法 いかに働き、投資するか（ちくま新書 2010年6月 ISBN 9784480065513）
- 原発危機の経済学（日本評論社 2011年10月 ISBN 9784535556874）
- 財政規律とマクロ経済：規律の棚上げと遵守の対立をこえて（名古屋大学出版会 2023年10月 ISBN 9784815811365）

### 共著
- マクロ経済学（岩本康志、太田聰一、柴田章久）（有斐閣 2010年4月 ISBN 9784641053724）
- 金融機能と規制の経済学（岩本康志、前多康男、渡辺努）（東洋経済新報社 2001年10月 ISBN 4492681132）

他にも著書多数。